# Genk
Genk (wym. [ɣɛŋk], hist. Genck) – miasto w Belgii, w Regionie Flamandzkim, w prowincji Limburgia, w okręgu Hasselt. Zlokalizowane nad Kanałem Alberta, pomiędzy Antwerpią a Liège, w pobliżu Hasselt. 1 stycznia 2024 liczyło 67 877 mieszkańców. Jedno z najważniejszych przemysłowych miast Flandrii.

## Historia
Początki zorganizowanego osadnictwa na obszarze obecnego miasta to założenie celtyckiej wsi, którą schrystianizowano w X w. W okolicy znaleziono pozostałości małego drewnianego kościoła pochodzące z tego okresu. Pierwsza wzmianka o Genk, jako Geneche znajduje się w dokumencie z 1108 r., cedującym teren na opactwo Rolduc. Politycznie Genk należało do hrabstwa Loon, dopóki nie zostało zaanektowane przez biskupstwo Liège w 1365 r. Wraz z biskupstwem w 1795 r. włączone do Francji, od 1815 r. część Królestwa Niderlandów, a po 1830 r. w granicach Belgii.

### XX wiek

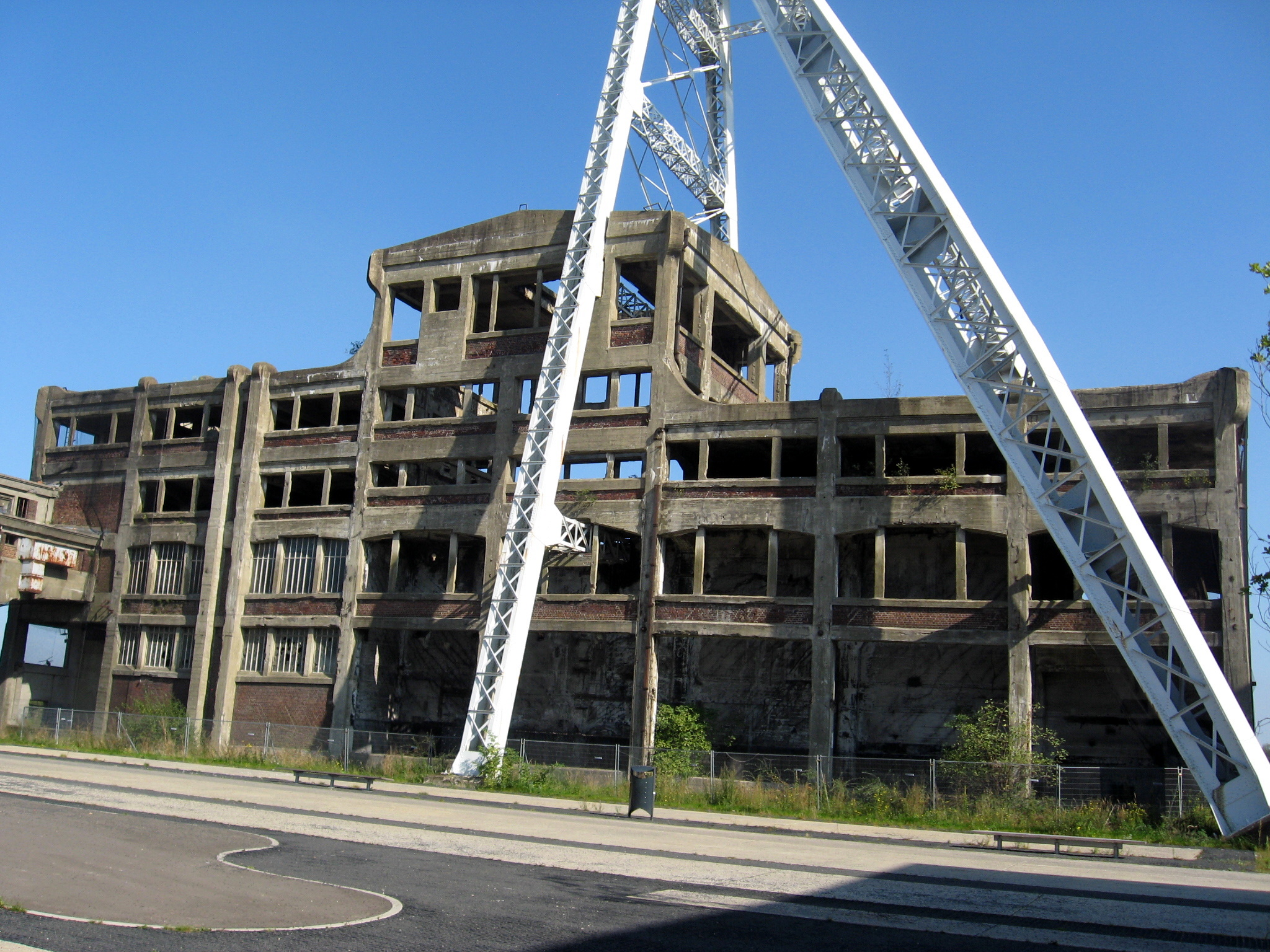
Dawne zabudowania przemysłowe

Do końca XIX w. Genk pozostawało niewielką wsią. W 1901 r. odkryto tu jednak znaczące pokłady węgla kamiennego, co przyciągnęło wielu robotników, zwłaszcza imigrantów. Zapoczątkowało to tworzenie się społeczeństwa, będącego mozaiką różnych kultur i narodowości: Belgów, Polaków, Włochów, Turków. Miejscowość bardzo szybko się rozrastała, stając się jednym z większych miast Limburgii. W pierwszej połowie XX w. górnictwo stanowiło postawę gospodarki regionu. Począwszy od lat 60. XX w. kopalnie są zamykane. Największym pracodawcą w Genk był Ford Motor Company, który zatrudniał tu ok. 10 000 osób, produkując modele Galaxy, S-max, Transit i Mondeo. W 2014 r. zakład zamknięto. W Genku mieszka Polonia, dysponująca m.in. Polską Salą. W 2000 r. Genk otrzymało prawa miejskie.

## Podział administracyjny
W skład miasta nie wchodzi żadna dzielnica (deelgemeente).

## Gospodarka
W XXI w. Genk to przemysłowe centrum Limburgii, w którym pracuje około 45 tys. ludzi. Pod względem ekonomicznym jest to trzecie miasto w Belgii, a na jego populację składają się ludzie z 86 narodowości. 13,14% mieszkańców Genk to cudzoziemcy (1 stycznia 2024).

## Transport
W mieście znajdują się dwie stacje kolejowe: Genk i Genk-Goederen.

## Turystyka

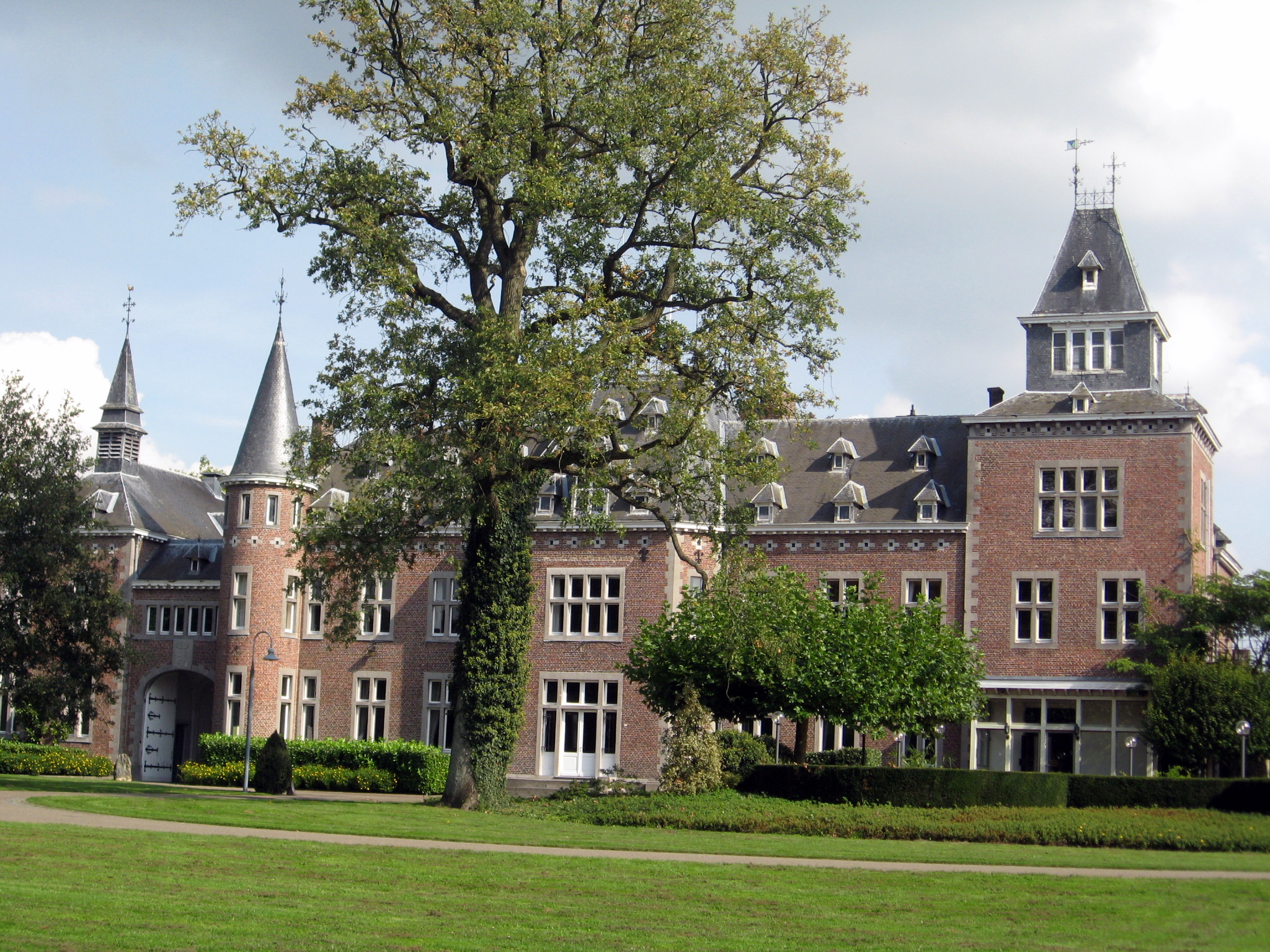
Zamek Bokrijk

- Domein Bokrijk (największa atrakcja turystyczna miasta), centrum rekreacyjne na świeżym powietrzu, na które składa się:
  - skansen z budynkami z całej Flandrii, pochodzącymi z czasów od XVII w. do XIX w.
  - ogród botaniczny (arboretum)
  - wielki plac zabaw
  - rezerwat przyrody (niedostępny dla zwiedzających)

W lecie w Bokrijk obejrzeć można inscenizacje wydarzeń z historii Flandrii.  
- kopalnie: Zwartberg, Waterschei i Winterslag, otoczone hałdami górniczymi. Obecnie znajdują się w fazie rewitalizacji, w budynkach kopalnianych powstał kinowy multipleks, centrum handlowe i restauracje.

Pomimo przemysłowej przeszłości i teraźniejszości, Genk nazywane jest „zielonym miastem”. Znajduje się w nim rezerwat De Maten, tereny rekreacyjne zwane Kattevennen, gdzie znajduje się Europlanetarium Genk, Domein Bokrijk i inne tereny zielone. W słoneczny dzień warto odwiedzić park Molenvijverpark.

## Sport
W mieście ma siedzibę jeden z czołowych klubów belgijskich, KRC Genk.

## Współpraca
Miejscowości partnerskie:
- Cieszyn
- Francistown

## Galeria

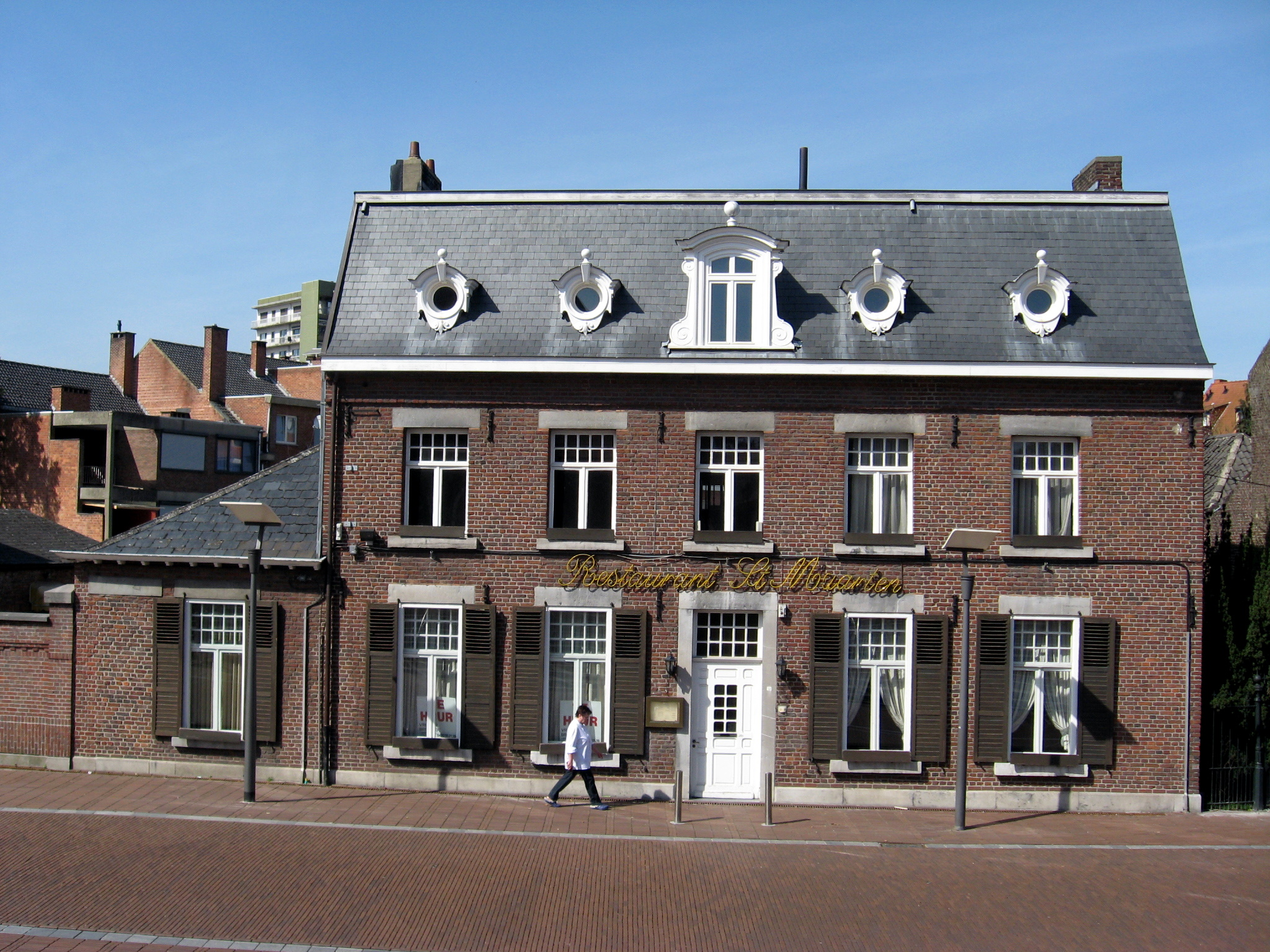
Dom z 1844 r.
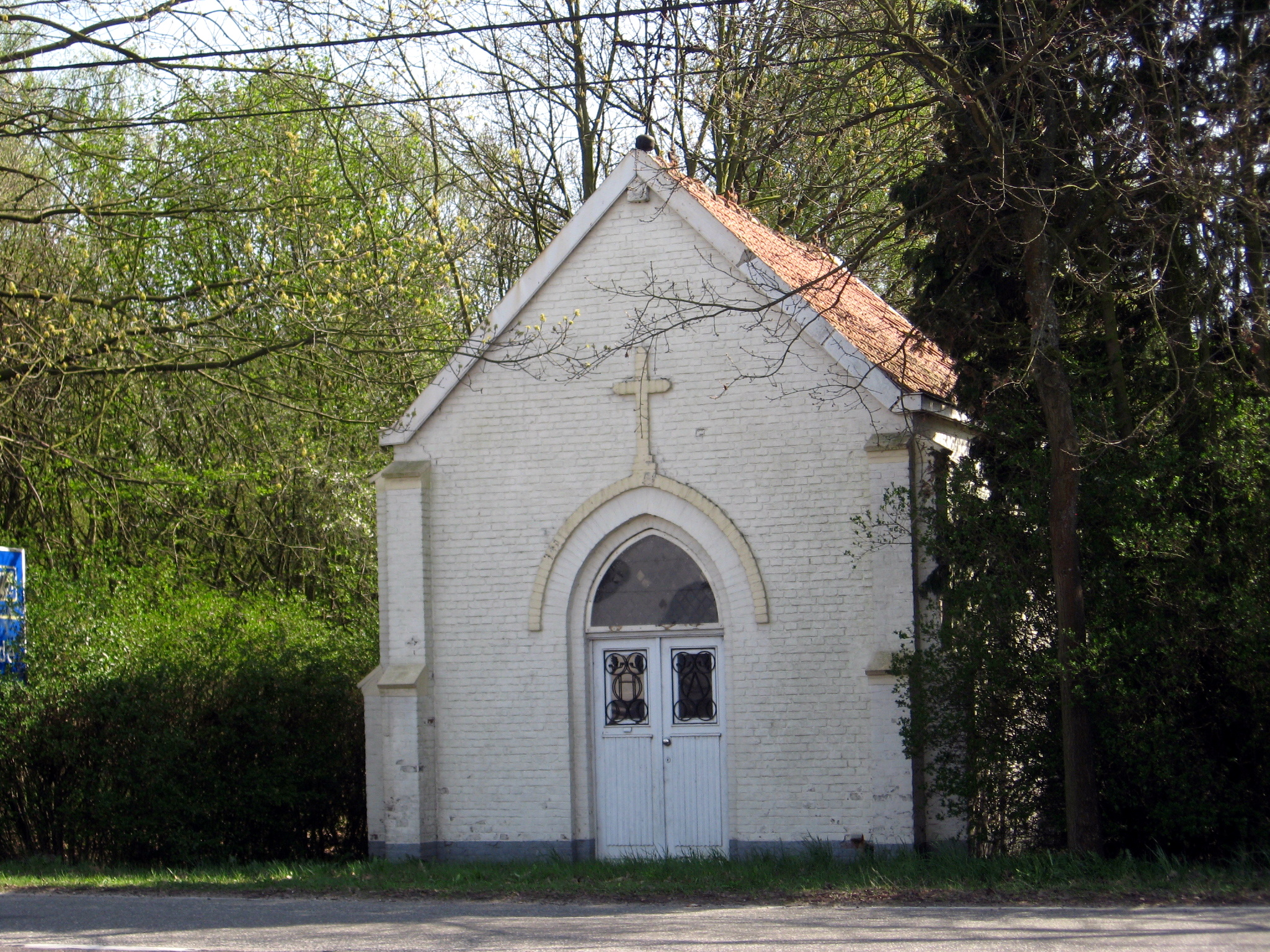
Kaplica pw. św. Antoniego (Sint-Antonius)
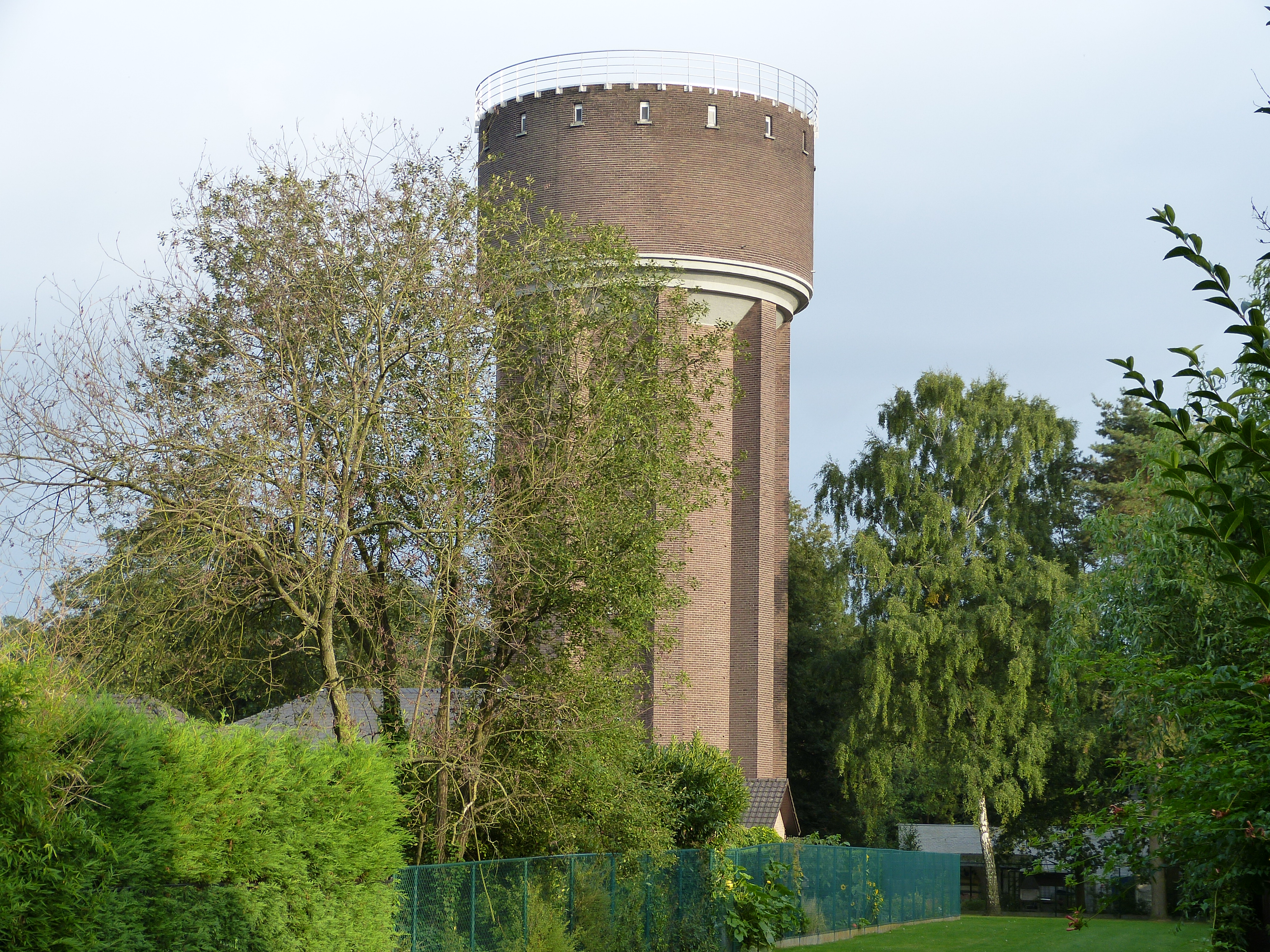
Wieża ciśnień z 1949 r.
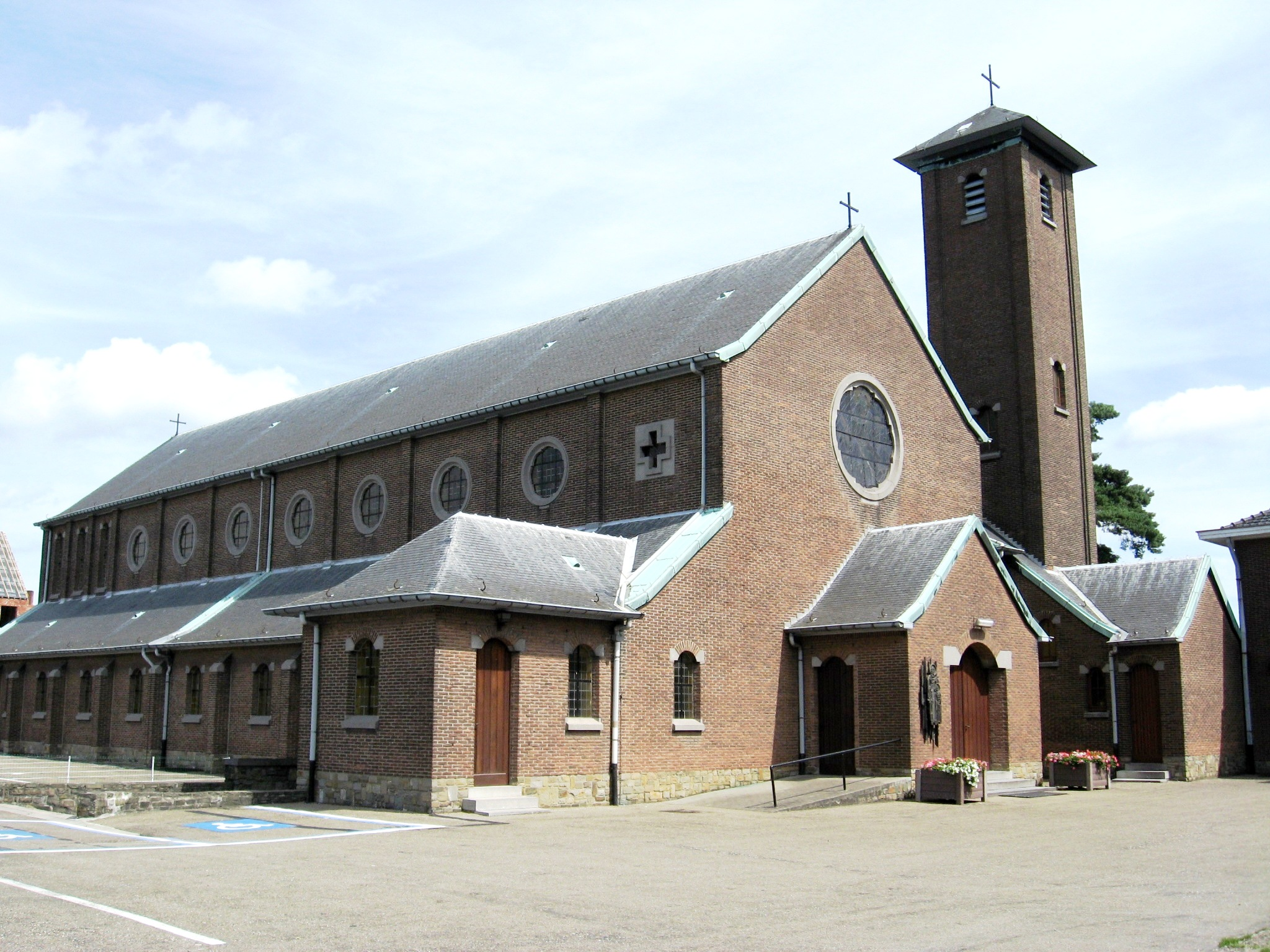
Kościół pw. św. Józefa (Sint-Jozef)
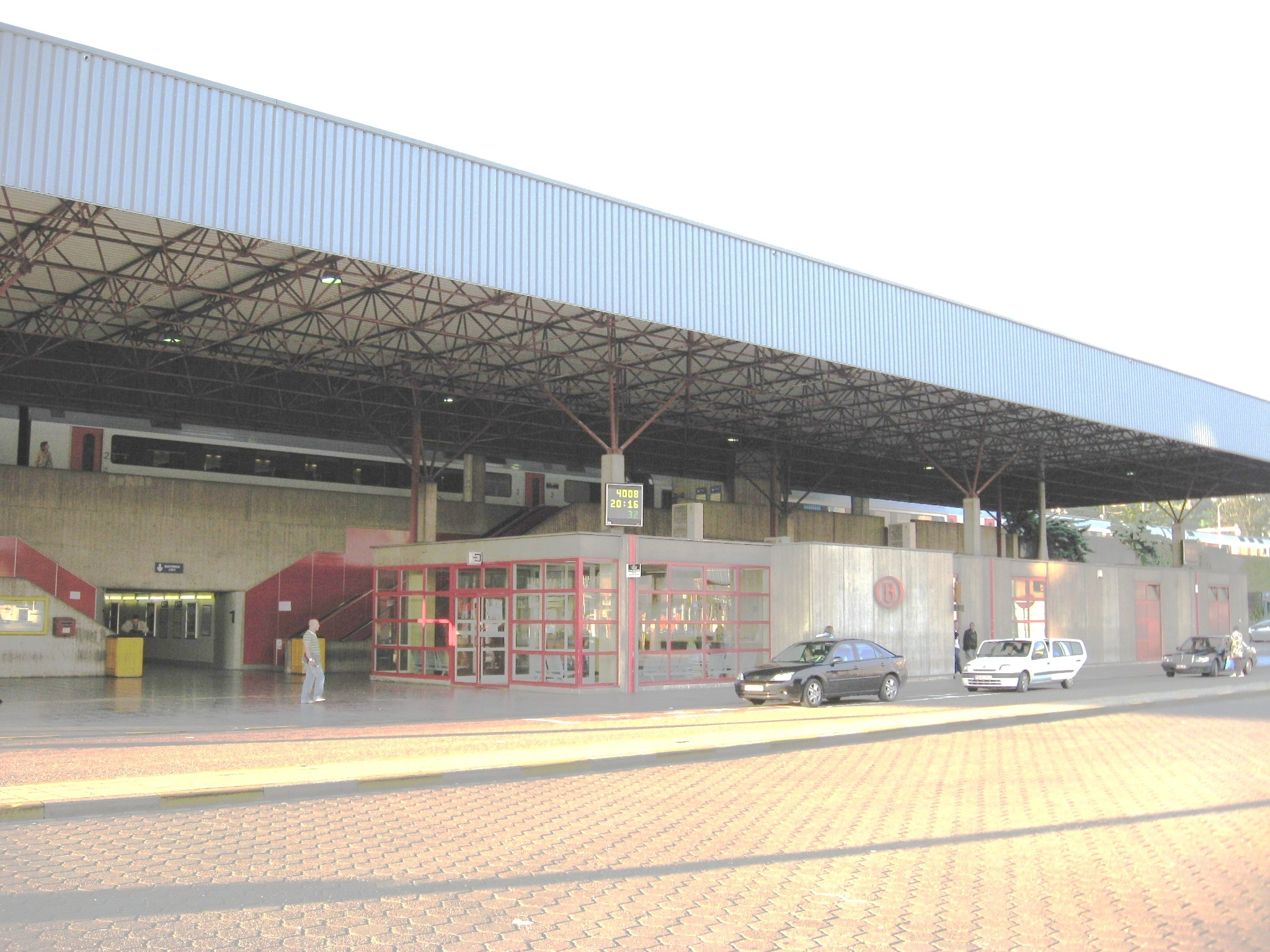
Dworzec kolejowy Genk